# 我们共同的未来
《我们共同的未来》（英語：Our Common Future），也称为《布伦特兰报告》（Brundtland Report）是联合国于1987年10月通过牛津大學出版社出版一出版物。该出版物是对前挪威总理格罗·哈莱姆·布伦特兰担任世界环境与发展委员会主席一职的认可。
该报告的目标是在寻求可持续发展的道路上，国家之间的多边主义和相互依存。报告试图重塑将环境问题纳入正式的政治发展领域的斯德哥尔摩会议精神。《我们共同的未来》确立了环境问题在政治议程上的地位；它旨在将环境与发展作为同一问题进行讨论。
该报告是900天国际合作的成果，其中对世界各地举行的公开听证会上“高级政府代表、科学家和专家、研究机构、实业家、非政府组织代表和普通公众”提交的书面意见和专家证词进行了分类、分析和整合。
该报告将「可持续发展」定义为「既能滿足當代的需要，同時又不損及後代滿足其需要的發展模式」。

## 內容
布伦特兰委员会的任务是：
1. 重新审视环境与发展的关键问题，并制定创新、具体和现实的行动建议以应对这些问题；
2. 加强在环境与发展方面的国际合作，并评估和提出新的合作形式，打破现有的模式，并朝着需要改变的方向影响政策和活动；
3. 提高个人、志愿组织、企业、机构和政府对行动的理解和承诺（1987:347）。委员会将集中关注人口、粮食安全、物种和遗传资源的丧失、能源、工业和人类住区等领域，意识到所有这些都是相互联系的，不能相互孤立对待。

布伦特兰报告认识到，以减少贫困、性别平等和财富再分配的形式进行的人力资源开发对于制定环境保护战略至关重要，它还认识到无论工业化中还是已工业化的社会中，环境都不允许无限的经济增长。报告称，贫困降低了可持续性并加剧了环境压力，因此需要在经济与生态之间取得平衡。
《我们共同的未来》的出版以及世界环境与发展委员会的工作为召开1992年地球首脑会议、通过《21世紀議程》、《里约宣言》和建立可持续发展委员会奠定了基础。
报告提出了后来受到广泛认可和引用的“可持续发展”定义：
|  | 既能滿足當代的需要，而同時又不損及後代滿足其需要的發展模式。 |

此外，《我们共同的未来》对可持续发展概念的重要贡献包括认识到了地球面临的许多危机是紧密相关的，这些危机是一个危机的不同组成部分，也认识到了社会各界亟需对可持续发展有关的的议题作出商讨和决策。

## 延伸阅读
- Ahmed, Faiz.  (PDF). 2008  [2012-04-19]. （原始内容 (PDF)存档于2012-10-03）. (pp. 17–26)
- Iris Borowy, Defining Sustainable Development: the World Commission on Environment and Development (Brundtland Commission), Milton Park: earthscan/Routledge, 2014
- WBGU.  (PDF). Berlin, Germany: German Advisory Council on Global Change (WBGU). 10 July 2019  [2020-03-04]. （原始内容存档 (PDF)于2021-02-26）.  PDF version.